# Teasc
Teasc – wieś w Rumunii, w okręgu Dolj, w gminie Teasc. W 2011 roku liczyła 1716 mieszkańców.